# Бонанаро
Бонанаро (итал. Bonnanaro) је насеље у Италији у округу Сасари, региону Сардинија.
Према процени из 2011. у насељу је живело 1021 становника. Насеље се налази на надморској висини од 389 м.

## Становништво
| 1931. | 1936. | 1951. | 1961. | 1971. | 1981. | 1991. | 2001. | 2011. |
| ----- | ----- | ----- | ----- | ----- | ----- | ----- | ----- | ----- |
| 1.802 | 1.858 | 1.866 | 1.821 | 1.497 | 1.307 | 1.198 | 1.127 | 1.021 |